# Irondale (Alabama)
Irondale é uma cidade localizada no estado americano do Alabama, no Condado de Jefferson. É adjacente à cidade de Birmingham e está localizada a nordeste das cidades de Homewood e Mountain Brook. O livro, assim como o filme, Fried Green Tomatoes (br: Tomates Verdes Fritos; pt: Mulheres do sul) é relativamente baseado em torno de Irondale e do ponto de referência da cidade, o Irondale Cafe, conhecido como o "The Whistle-Stop Cafe" no livro e no filme. Irondale também é a sede da emissora de rádio e televisão católica EWTN. O Whistle-Stop Festival atrai milhares de turistas anualmente para a cidade.

## Demografia
Segundo o censo americano de 2000, a sua população era de 9813 habitantes.
Em 2006, foi estimada uma população de 9510, um decréscimo de 303 (-3.1%). Havia na cidade 4.212 unidades de residências e uma média de 181,3 residências por km². A composição étnica da cidade era formada por 71,69% de brancos, 25,88% de negros ou afro-americanos, 0,14% de nativos americanos, 0,95% de asiáticos, 0,02% originários das ilhas do Pacífico, 0,97% de outras etnias e 0,95% eram miscigenados. 2,68% da população eram hispânicos ou latinos de qualquer etnia.
Havia 4.019 núcleos familiares, sendo que 31,3% das quais tinham uma criança menor que 18 anos, 52,6% tinham um casal em convivência, 12,1% tinham uma mulher como chefe de família devido à ausência do marido e 31,9% não se consistiam de uma família propriamente dita. 27,5% dos núcleos familiares de Irondale consistiam-se de apenas uma pessoa e 10,2% tinham alguém maior que 65 anos. O tamanho médio de um núcleo familiar em Irondale era de 2,42 e o tamanho médio de uma família era de 2,97.
24,1% da população tinham menos de 18 anos, 7,0% tinham entre 18 e 24 anos, 29,6% tinham entre 25 e 44 anos, 26,2% tinham entre 45 e 64 anos e 13,1% tinham mais de 65 anos. A média etária da cidade era de 39 anos, e para cada 100 mulheres havia 91,5 homens. Para cada 100 mulheres maiores de 18 anos havia 85,8 homens.
A renda média para cada núcleo familiar em Irondale era de 46.203 dólares ao ano, e a renda média para cada família era de 55.365 dólares. A renda per capita para homens era de 38.138 dólares, contra 30.775 dólares para mulheres. A renda per capita da cidade era de 23.251 dólares. Cerca de 5,7% das famílias e 9,2% da população viviam abaixo da linha de pobreza, incluindo 8% para aqueles acima de 18 anos e 9,1% para aqueles acima dos 65 anos.

## Geografia
De acordo com o United States Census Bureau, Irondale tem uma área de 23,2 km², sendo que seu território não apresenta áreas cobertas por água. Irondale localiza-se a aproximadamente 177 m acima do nível do mar.

## Educação
Irondale é servido pelo Jefferson County Board of Education e é a sede do Shades Valley High School, Grantswood Community School, Irondale Community School, Irondale Middle School, Shades Valley Theatre Academy, Jefferson Christian Academy e do Jefferson County International Baccalaureate School.

## Localidades na vizinhança

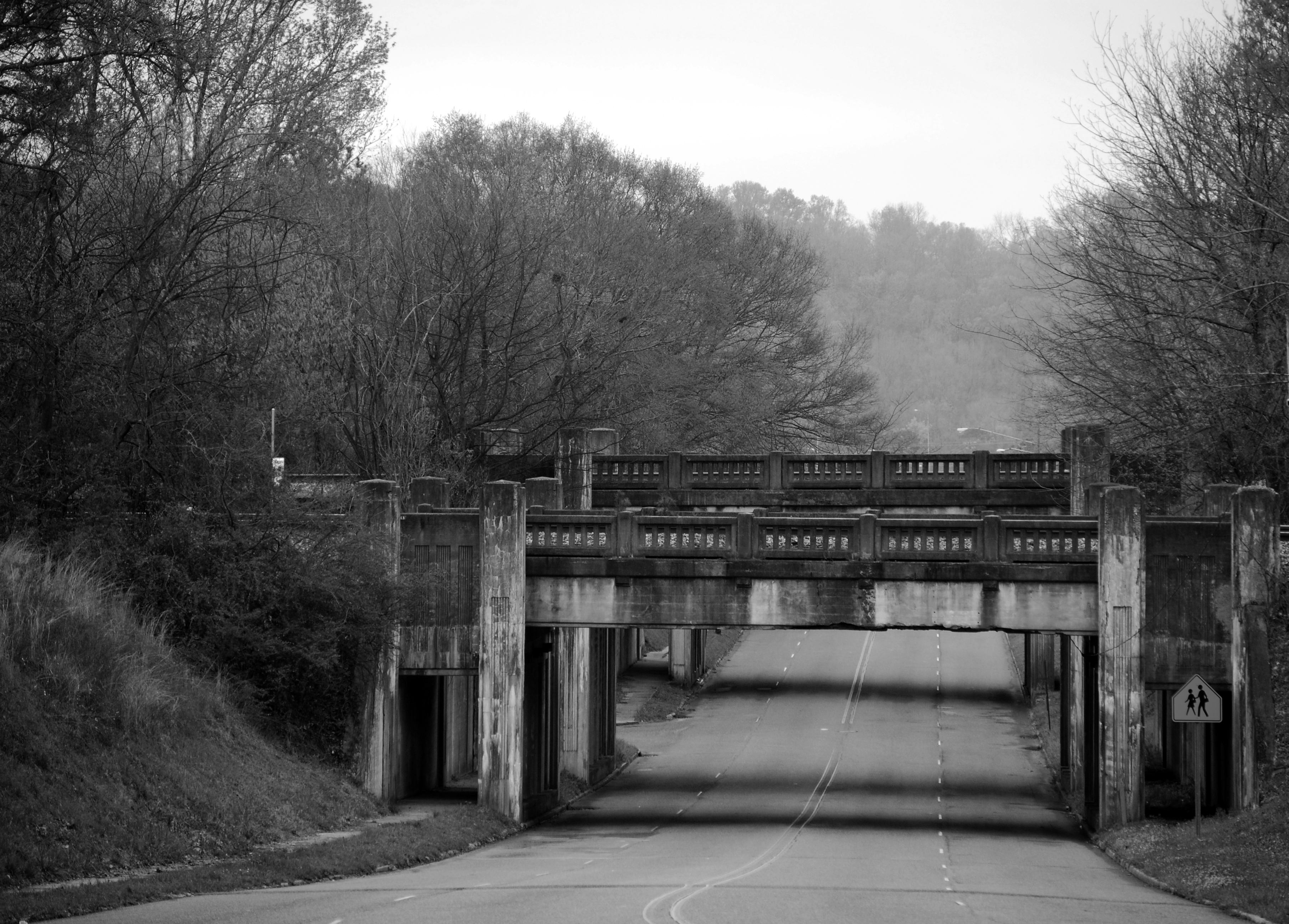
Uma ponte em Irondale

O diagrama seguinte representa as localidades num raio de 16 km ao redor de Irondale.